# Saint-Bonnet-Laval
Saint-Bonnet-Laval – gmina we Francji, w regionie Oksytania, w departamencie Lozère. W 2013 roku liczba ludności wynosiła 274 mieszkańców. 
Gmina została utworzona 1 stycznia 2017 roku z połączenia dwóch ówczesnych gmin: Saint-Bonnet-de-Montauroux oraz Laval-Atger. Siedzibą gminy została miejscowość Saint-Bonnet-de-Montauroux.